# Kristóf Szalay-Bobrovniczky
Kristóf Szalay-Bobrovniczky (* 6. června 1970 Budapešť) je maďarský diplomat, důstojník v záloze, politik a podnikatel. V letech 2016 až 2020 působil jako maďarský velvyslanec v Londýně. Od 24. května 2022 je ministrem obrany v páté vládě Viktora Orbána.

## Biografie
V roce 1993 absolvoval studium na Gödöllői Agrártudományi Egyetem ve městě Gödöllő. 
V roce 2014 jej maďarský prezident János Áder jmenoval mimořádným a zplnomocněným velvyslancem. V letech 2016 až 2020 byl řádným velvyslancem ve Spojeném království Velké Británie a Severního Irska.
Dne 24. května 2022 byl jmenován ministrem obrany v páté vládě Viktora Orbána.
Zkraje roku 2024 se stal jedním ze zvažovaných kandidátů vládní pravicové koalice Fidesz–KDNP pro volbu prezidenta v únoru 2024.

## Soukromý život
Je ženatý, jeho manželkou je právnička Alexandra Szentkirályi (* 1987). Je otcem tří dětí. Jeho bratrem je státní sekretář Vince Szalay-Bobrovniczky.
Mezi jeho koníčky patří jízda na koni, běh, tenis, plachtění a japonské bojové umění kendó.